# سيلانوس
سيلانوس، (بالإنجليزية:  Silanus)‏، (سردينيا: Silanos)، هي بلدية في مقاطعة نوورو، في المنطقة الإيطالية سردينيا، وتقع على بعد حوالي 120 كيلومترا (75 ميل) إلى الشمال من كالياري، وحوالي 40 كيلومترا (25 ميل) غرب نوورو. في 31 ديسمبر 2004، كان عدد سكانها 2346 نسمة ومساحة 48.1 كيلومتر مربع (18.6 ميل مربع). 

## السكان
في سنة 1861 بلغ عدد السكان 1٬718 نسمة، وتطور العدد ليصل في سنة 2013 لـ 2٬181 نسمة.
يظهر هذا المخطط البياني تطور النمو السكاني لـ سيلانوس